# Mặt trận Cách mạng Dân chủ Cuba
Mặt trận Cách mạng Dân chủ Cuba là tổ chức do những người Cuba lưu vong chống Castro thành lập vào tháng 5 năm 1960. Tổ chức này ban đầu đặt trụ sở tại México. Nhóm được biết đến bằng tiếng Tây Ban Nha với cái tên Frente Revolucionario Democrático (FRD) và bao gồm năm nhóm chống Castro trọng yếu. Nhóm quân sự của FRD được gọi là Lữ đoàn 2506, từng tham chiến trong Sự kiện Vịnh Con Lợn. Nhà lưu vong Cuba Sergio Arcacha Smith là người đứng đầu chi nhánh New Orleans của FRD. Tháng 12 năm 1960, Arcacha Smith cho mở văn phòng tại Tòa nhà Balter ở 403 Phố Camp, Phòng 207. Đây là tòa nhà nơi Guy Banister (người bị tố cáo có âm mưu ám sát John F. Kennedy) đặt văn phòng cho đến tháng 7 năm 1960. Tháng 10 năm 1961, FRD được Hội đồng Cách mạng Cuba tiếp quản và Arcacha đành chuyển văn phòng đến 544 Phố Camp sau vài tháng. Ít lâu sau, Arcacha bị một nhóm người địa phương lưu vong chống Castro gây sức ép buộc phải rời bỏ chức vụ của mình vào tháng 1 năm 1962.